# الغرفة السوداء (رواية)
الغرفة السوداء هي رواية من تأليف الكاتب المغربي جواد مديدش صدرت عام 2002، ثم تحولت عام 2004 إلى فيلم سينمائي بنفس الاسم للمخرج حسن بنجلون.

## عن الرواية
صدرت رواية الغرفة السوداء لأول مرة باللغة الفرنسية عام 2002 عن دار أفريقيا الشرق بالمغرب، ثم ترجمها إلى العربية عبد الرحيم الحزل وصدرت النسخة المترجمة إلى العربية من الرواية عن نفس الدار عام 2007.

## موضوع الرواية
تنتمي رواية إلغرفة السوداء إلى نوعية أدب السجون وهي عبارة عن سيرة ذاتية لمؤلفها جواد مديدش يسرد فيها وقائع اعتقاله من مكان عمله بمطار الدار البيضاء بسبب انتمائه لمنظمة إلى الأمام، وهي منظمة سياسية ماركسية سرية نشطت في المغرب خلال حقبة سبعينيات القرن العشرين، والأهوال التي لاقاها داخل معتقل درب مولاي الشريف الواقع في الحي المحمدي بمدينة الدار البيضاء، والذي اشتهر باحتجاز المئات من المعارضين المغاربة داخله وممارسة التعذيب والقمع ضدهم خلال عهد الملك الحسن الثاني.

## مقتطفات من الرواية
- «فأن أكون كبش المحرقة، وأتعرض للتعذيب بجريرة نشاط سياسي لم أعد مقتنعا به، كان لي مصدر تعذيب.»

## الأعمال المقتبسة
تحولت رواية الغرفة السوداء عام 2004 إلى فيلم سينمائي بعنوان درب مولاي الشريف أخرجه حسن بنجلون وقام ببطولته محمد نظيف وحنان الإبراهيمي ومالك أخميس وعبد الله العمراني وصلاح الدين بنموسى.

## وصلات خارجية
- صفحة رواية الغرفة السوداء على موقع جود ريدز